# Gitte Spee
Gitte Spee (Soerabaja, 29 december 1950) is een Nederlandse illustratrice van kinderboeken waaronder de series Aap & Mol, Dierendorpje en Meneer Big.

## Leven en werk
Gitte Spee is geboren op Java en verhuisde op elfjarige leeftijd naar Nederland. In 1983 studeerde ze af aan de Gerrit Rietveld Academie te Amsterdam. Ze illustreert veel boeken van andere schrijvers, zoals de Duitse Millie-boeken van Dagmar Chidolue. 
Later begon ze ook zelf boeken te schrijven. Het eerste prentenboek dat ze zelf schreef, was Meneer Big gaat naar de maan. Haar boeken verschenen ook in het buitenland, waaronder in Zweden, Frankrijk, Duitsland, Amerika, Japan en Korea. Sinds 2012 maakt Gitte geen deel meer uit van De Illustratiestudio in Amsterdam, maar werkt zij vanuit haar atelier in Laren.

## Prijzen
- Vlag en Wimpel (1990)  voor Meneer Big gaat naar de bliksem
- Tip van de Nederlandse Kinderjury 6 t/m 9 jaar (1994) voor Meneer Big gaat naar de haaien

### Lees- en prentenboeken
- Willem is Verdrietig
- Wie wordt mijn baasje?
- Een ark vol verhalen
- Nog 13 nachtjes wakker liggen en dan is het Sinterklaas
- Zon op mijn neus
- Zevenendertig zwijntjes uit Zwijndrecht
- Hillie de heks
- Ik mis roos
- Is Sep er?
- Ik kan toveren!
- Kijk maar!
- Hartendief
- Het grote Sjon en Sjaan voorleesboek

### Series
- Aap & Mol
- Dierendorpje
- Er was eens...
- Millie
- Meneer Big
- Rosa de rozenfee
- Sjon en Sjaan

### Overig
- Televisieserie Dierendorpje bij KRO Kindertijd
- Animatiefilmpjes voor Sesamstraat
- Keramiek